# Нанси (баскетбольный клуб)
«Нанси» (фр. Stade Lorrain Université Club Nancy Basket, SLUC Nancy Basket) — профессиональный баскетбольный клуб из Франции, базирующийся в одноименном городе.

## Достижения
- Победитель второго дивизиона (1) : 1994
- Победитель Кубка Корача (1) : 2002
- Обладатель Кубка Франции (1) : 2005
- Чемпион Франции (2) : 2008, 2011
- Обладатель Суперкубка Франции (2) : 2008, 2011

## Сезоны
| Сезон   | Лига  | Уровень | Рег.Чемп. | Плей-офф      | Еврокубки             |
| ------- | ----- | ------- | --------- | ------------- | --------------------- |
| 2011-12 | Про А | 1       | 5         | Четвертьфинал | Гр.этап Евролиги      |
| 2012-13 | Про А | 1       | 14        | -             | Гр.этап Еврочелленджа |
| 2013-14 | Про А | 1       | 4         | Полуфинал     | —                     |
| 2014-15 | Про А | 1       | 7         | Полуфинал     | Ласт 32 Еврокубка     |
| 2015-16 | Про А | 1       | 16        | —             | Гр.этап Еврокубка     |
| 2016-17 | Про А | 1       | 18        | —             | —                     |
| 2017-18 | Про B | 2       |           |               | —                     |

## Известные игроки
- Николя Батюм
- Майк Джеймс